# Onzième circonscription de Budapest
La onzième circonscription de Budapest est l'une des dix-huit circonscriptions électorales de la capitale hongroise. Elle a été créée lors du redécoupage électoral de 2011 puis est devenue effective lors des élections législatives hongroises de 2014.

## Description géographique et démographique
La circonscription regroupe une partie du 4e et du 13e arrondissement.
Selon le recensement de 2011, elle compte 95 891 habitants dont 80 460 (44 131 hommes et 51 760 femmes).

## Députés
Pour voir les députés et les résultats de la première circonscription entre 1990 et 2011, voir l'article sur les anciennes circonscriptions de Budapest.